# Sahabzada Yaqub Khan
Sahabzada Yaqub Ali Khan (en ourdou : صاحبزادہ یعقوب خان) ou plus simplement Sahabzada Yaqub Khan, Yaqub Ali Khan ou même Yaqub Khan est un militaire, diplomate et homme politique pakistanais né le 23 décembre 1920 à Rampur et mort le 26 janvier 2016 à Islamabad. Il est deux fois ministre des Affaires étrangères, de 1982 à 1991 puis entre novembre 1996 et février 1997.
Militaire de formation, Yaqub Ali Khan progresse au sein de l'armée pakistanaise jusqu'à devenir lieutenant général lors de la guerre de libération du Bangladesh. Hostile à la politique répressive envers les indépendantistes bangladais, il quitte l'armée à l'issue de la guerre. Il sera ensuite ambassadeur en France, aux États-Unis et en URSS jusqu'en 1982 avant de devenir ministre des Affaires étrangères sous Muhammad Zia-ul-Haq puis Benazir Bhutto. 

## Jeunesse et éducation
Sahabzada Yaqub Khan est né le 23 décembre 1920 à Rampur, dans les provinces unies d'Agra et d'Oudh, alors sous domination coloniale du Raj britannique. Il est issu d'une famille musulmane noble. Son père Sahabzada Sir Abdus Samad Khan Bahadur est diplomate et sa mère se nomme Sahabzadi Aliya Sultan Amir Dulhan Begum Sahiba.

## Carrière militaire
Yaqub Khan bénéficie d'une éducation militaire au Prince of Wales Royal Indian Military College situé à Dehradun. Il rejoint ensuite l'armée indienne britannique. À ce titre, il participe notamment à la Seconde Guerre mondiale où il est envoyé en Afrique du Nord. En 1941, il est fait prisonnier lors du siège de Tobrouk et ne sera libéré que trois années plus tard. 
Lors de la partition des Indes en 1947, Yaqub Khan fait partie des musulmans ne vivant pas au Pakistan mais qui rejoignent le nouvel État destiné à les accueillir. Il intègre alors la nouvelle armée pakistanaise. Il commande notamment une division blindée lors de la deuxième guerre indo-pakistanaise de 1965.
Lors de la guerre de libération du Bangladesh en 1971, au cours de laquelle l'armée se livre à des exactions contre les Bengalis, il est lieutenant-général en plus d'être nommé gouverneur du Pakistan oriental le 7 mars. Il rentre toutefois en conflit avec sa hiérarchie quand il refuse de réprimer une mutinerie et il est rétrogradé ainsi que démis de ses fonctions de gouverneur le 6 avril. Il quitte définitivement l'armée en 1972,. 

## Carrière politique
Yaqub Khan entame une carrière diplomatique après avoir été nommé par Zulfikar Ali Bhutto en 1972 ambassadeur à l'Ambassade du Pakistan en France avant d'être affecté à l'ambassade américaine à partir du 19 décembre 1973. Il occupe ce poste stratégique jusqu'en janvier 1979. Il est ensuite ambassadeur auprès de l'Union soviétique jusqu'en 1982.
Le 21 mars 1982, il est nommé par le président Muhammad Zia-ul-Haq ministre des Affaires étrangères au sein du régime militaire. Il contribue notamment à la défaite soviétique en aidant les moudjahidines lors de la guerre d'Afghanistan et organisant la coopération avec les États-Unis sur cette question,.
Malgré la transition démocratique qui accompagne l'arrivée au pouvoir de la Première ministre Benazir Bhutto, Yaqub Khan conserve son portefeuille ministériel jusqu'en mars 1991. Il sera également brièvement ministre des Affaires étrangères sous le gouvernement intérimaire de Miraj Khalid, entre novembre 1996 et février 1997.

## Décorations et distinctions
- Membre de l'Académie du royaume du Maroc[6].